# Sophie Rhys-Jones
Sophie Helen, hertogin van Edinburgh (Oxford, 20 januari 1965) is de echtgenote van prins Edward van Edinburgh, de jongste zoon van koningin Elizabeth II van het Verenigd Koninkrijk. Zij trouwden op 19 juni 1999 in Windsor. Ze heeft nu de titel: Hare Koninklijke Hoogheid de Hertogin van Edinburgh.
Sophie is de dochter van Christopher Bournes Rhys-Jones en (wijlen) Mary Rhys-Jones. Ze is geboren met de naam Sophie Helen Rhys-Jones. Ze heeft een oudere broer, David Rhys-Jones. Sophie volgde onderricht op de Dulwich College Preparatory School in Cranbrook, daarna op het Kent College Pembury en uiteindelijk aan het West Kent College. 
In 1996 startte ze samen met haar zakenpartner Murray Harkin haar eigen PR-bureau RJH Public Relations op. In 2001 moest ze na een schandaal haar aandeel in het bedrijf opgeven.
Prins Edward en Sophie hebben twee kinderen:
- Lady Louise Mountbatten-Windsor (8 november 2003)
- Lord James Mountbatten-Windsor (17 december 2007)

- Biblioteca Nacional de España: XX5002783
- Gemeinsame Normdatei: 121871622
- International Standard Name Identifier: 0000 0001 1482 8173
- Library of Congress Control Number: nb96070044
- Nationale Bibliotheek van Tsjechië: jn20000720328
- Virtual International Authority File: 161798700
- WorldCat: E39PBJpJdmdvtDv6CrXtdTC84q